# Adda-Douéni
Adda-Douéni – miasto na Komorach, na wyspie Anjouan; 10 600 mieszkańców (2006).

## Przemysł
- spożywczy
- włókienniczy